# Kirazdağı, Derepazarı
Kirazdağı là một xã thuộc huyện Derepazarı, tỉnh Rize, Thổ Nhĩ Kỳ. Dân số thời điểm năm 2010 là 791 người.